# Thalera albaria
Thalera albaria là một loài bướm đêm trong họ Geometridae.